# PZL Mielec
PZL Mielec (Polskie Zakłady Lotnicze - Poljske letalske delavnice), v preteklosti WSK-Mielec (Wytwórnia Sprzętu Komunikacyjnego) in WSK "PZL-Mielec" je poljski proizvajalec letal in helikopterjev. Je največji proizvajalec letal v državi. Od leta 2007 je v lasti ameriškega Sikorsky Aircraft, se pa še vedno uporablja blagovna znamka PZL. Sikorsky je zatem leta 2015 postal del konglomerata Lockheed Martin.

## Zrakoplovi PZL
| LWD Szpak-4T              | Enomotorno nizkokrilno letalo, 1945/1948                                             |
| PZL S-1                   | Enomotorni trenažer, 1945/1946                                                       |
| CSS-13                    | Enomotorni dvokrilnik, 1948 (licenčno grajeni Polikarpov Po-2)                       |
| TS-8 Bies                 | Rnomotorni trenažer 1955/1957                                                        |
| M-4 Tarpan                | Rnomotorni trenažer 1961/-                                                           |
| An-2                      | Rnomotorni dvokrilnik, 1960 (licenčno grajeni Antonov An-2)                          |
| Lim-1                     | Enomotorni reaktivni lovec, 1953 (licenčno grajeni MiG-15)                           |
| Lim-2                     | Enomotorni reaktivni lovec, 1954 (licenčno grajeni MiG-15bis)                        |
| SBLim-1/SBLim-2           | Enomotorni reaktivni trenažer                                                        |
| Lim-5                     | Enomotorni reaktivni lovec, 1956 (licenčno grajeni MiG-17)                           |
| Lim-6                     | Enomotorni reaktivni jurišnik, 1961                                                  |
| PZL TS-11 Iskra           | Enomotorni reaktivni trenažer, 1960/1963                                             |
| M-15 Belphegor            | Enomotorno reaktivno agrikulturno letalo, 1973/1976                                  |
| M-18 Dromader             | Enomotorno agrikulturno letalo, 1976/1978                                            |
| M-20 Mewa                 | Dvomotorni nizkokrilno propelersko letalo, 1979/1989 (licenčno grajena Piper Seneca) |
| M-21 Dromader Mini        | Enomotorno agrikulturno letalo, 1987/-                                               |
| PZL M-24 Dromader Super   | Enomotorno agrikulturno letalo 1987/-                                                |
| M-25 Dromader Mikro       | Enomotorno agrikulturno letalo, -/-                                                  |
| M-26 Iskierka             | Enomotorni trenažer, 1986/?                                                          |
| PZL M-28 Skytruck / Bryza | Dvomotorno turbopropelersko letalo                                                   |
| PZL I-22 Iryda            | Dvomotorni reaktivni trenažer, 1985/1992                                             |
| S-70i Blackhawk           | Srednji helikopter                                                                   |